# Vlad-Florentin Drinceanu
Vlad-Florentin Drinceanu (n.  ?) este un deputat român, ales în 2024 din partea PSD. O analiză din iunie 2025, realizată de Europa Liberă, relevă că ea s‑a aflat printre cei 17 parlamentari care dețin proprietăți în București sau județul Ilfov și care, în același timp, încasau chirii de la stat.